# Agafia Constantin
Agafia Buhaev-Constantin (* 19. April 1955 in Crișan als Agafia Orlov) ist eine ehemalige rumänische Kanutin.

## Karriere
Agafia Constantin nahm dreimal an Olympischen Spielen teil. Bei ihrem Olympiadebüt 1976 in Montreal trat sie unter ihrem Geburtsnamen Agafia Orlov im Zweier-Kajak mit Nastasia Ionescu an, damals noch als Nastasia Nichitov startend. Als Zweite ihres Vorlaufs zogen sie ins Halbfinale ein, in dem sie erneut den zweiten Platz belegten. Im Endlauf verpassten sie dann jedoch als Vierte knapp einen Medaillengewinn. Ihre Rennzeit von 1:53,77 Minuten war 1,96 Sekunden langsamer als die der drittplatzierten Bärbel Köster und Carola Zirzow aus der DDR. Vier Jahre darauf ging sie in Moskau unter ihrem neuen Namen Agafia Buhaev mit Elisabeta Bǎbeanu im Zweier-Kajak an den Start. Den Vorlauf beendete sie wiederum auf dem zweiten Platz und zog direkt ins Finale ein, in dem es erneut nur für den vierten Platz reichte. Mit nur neun Hundertstel Sekunden fiel der Rückstand auf die ungarischen Bronzemedaillengewinnerinnen Éva Rakusz und Mária Zakariás wesentlich knapper aus als noch 1976.
Bei den Olympischen Spielen 1984 in Los Angeles gehörte Agafia Constantin zum rumänischen Aufgebot im Vierer-Kajak über die 500 Meter. Da nur sieben Mannschaften vertreten waren, gab es keine Vorrunden. Die Rumäninnen überquerten nach 1:38,34 Minuten als Erste die Ziellinie, womit sie mit 0,53 Sekunden Vorsprung vor den zweitplatzierten Schwedinnen und 1,06 Sekunden Vorsprung vor den Kanadierinnen auf Platz drei Olympiasiegerinnen wurden. Neben Constantin sicherten sich Maria Ștefan, Nastasia Ionescu und Tecla Marinescu die Goldmedaille. Im Zweier-Kajak war Nastasia Ionescu zum zweiten Mal Constantins Partnerin, doch wie schon 1976 und 1980 blieb ihnen als Viertplatzierte im Finale eine Podiumsplatzierung verwehrt. Sie kamen nach 1:47,56 Minuten und damit 0,24 Sekunden später als die drittplatzierten Josefa Idem und Barbara Schüttpelz aus Deutschland ins Ziel.
Constantin gelangen bei Weltmeisterschaften zahlreiche Medaillengewinne. Mit dem Vierer-Kajak gewann sie 1974 in Mexiko-Stadt, 1978 in Belgrad, 1979 in Duisburg und 1983 in Tampere jeweils die Bronzemedaille über 500 Meter. Auch im Zweier-Kajak gelang ihr über 500 Meter dieser Erfolg, als sie 1978 in Belgrad, 1979 in Duisburg und 1981 in Nottingham Dritte wurde. Darüber hinaus wurde sie 1977 in Sofia im Zweier-Kajak Vizeweltmeisterin.